# Libnotes (Libnotes) nigerrima
Libnotes (Libnotes) nigerrima is een tweevleugelige uit de familie steltmuggen (Limoniidae). De soort komt voor in het Oriëntaals gebied.